# گانسو ۲۵۱۵
سیارک ۲۵۱۵ (به انگلیسی: 2515 Gansu، نامگذاری:1964TX1) دو هزار و پانصد و پانزدهمین سیارک کشف شده‌است که در ۹ اکتبر ۱۹۶۴ کشف شد.
قدر مطلق سیارک برابر ۱۲٫۶۰ است.